# Escaneo láser
En ingeniería moderna, se utiliza el término escaneo láser con dos significados relacionados, pero separados.
El primero, más general, es el significado de control de desviación del rayo láser, visible o invisible. El escaneo con rayos láser se utilizan en máquinas de estereolitografía, en el prototipado rápido, en máquinas para el procesamiento de material, grabado láser en sistemas de láser oftalmológicos máquinas, para el tratamiento de la presbicia, en microscopía confocal, en impresoras láser, en espectáculos de láser, en la TV láser, en LIDAR y en escáneres de código de barras.
El segundo, más específico, es la dirección controlada de rayos láser seguido de una medición de distancia en cada dirección de puntería. Este método, a menudo llamado escaneo de objetos 3D o escaneo láser 3D, se utiliza para capturar rápidamente formas de objetos, edificios y paisajes.